# شوربة البرغل
شوربة البرغل، تعتبر شوربة خفيفة ومغذية، تحضّر في المطبخ الخليجي.

## المكونات
تتكون شوربة البرغل من: الطماطم، البرغل، البصل، مكعب مرق الدجاج، زيت الزيتون، الفلفل والملح. تقدّم ساخنة ويمكن تزيينها بالبقدونس.

## طريقة التحضير
1. يسخن الزيت على نار متوسطة، ثم يضاف البصل ويقلب حتى يذبل.
2. أضيفي الطماطم وقلبي على نار هادئة لمدة ثلاث دقائق.
3. أضيفي البرغل والملح والفلفل الأسود ومكعب الدجاج، وقلبي لمدة خمس دقائق.
4. أضيفي الماء واتركيه حتى يغلي، ثم اتركيه على نار هادئة جدًا لمدة ساعة، حتى ينضج البرغل.
5. ضعي الشوربة في أطباق التقديم، وزينيها بالبقدونس.

## السعرات الحرارية
تحتوي وجبة شوربة البرغل (300غ تقريباً) على المعلومات الغذائية التالية:
- السعرات الحرارية: 59
- الدهون: 1
- الدهون المشبعة: 0
- الكوليسترول: 0
- الكاربوهيدرات: 11
- البروتينات: 2

## وصلات خارجية
شوربة البرغل مع معلوماتها الغذائية